# Schloss Villeroy

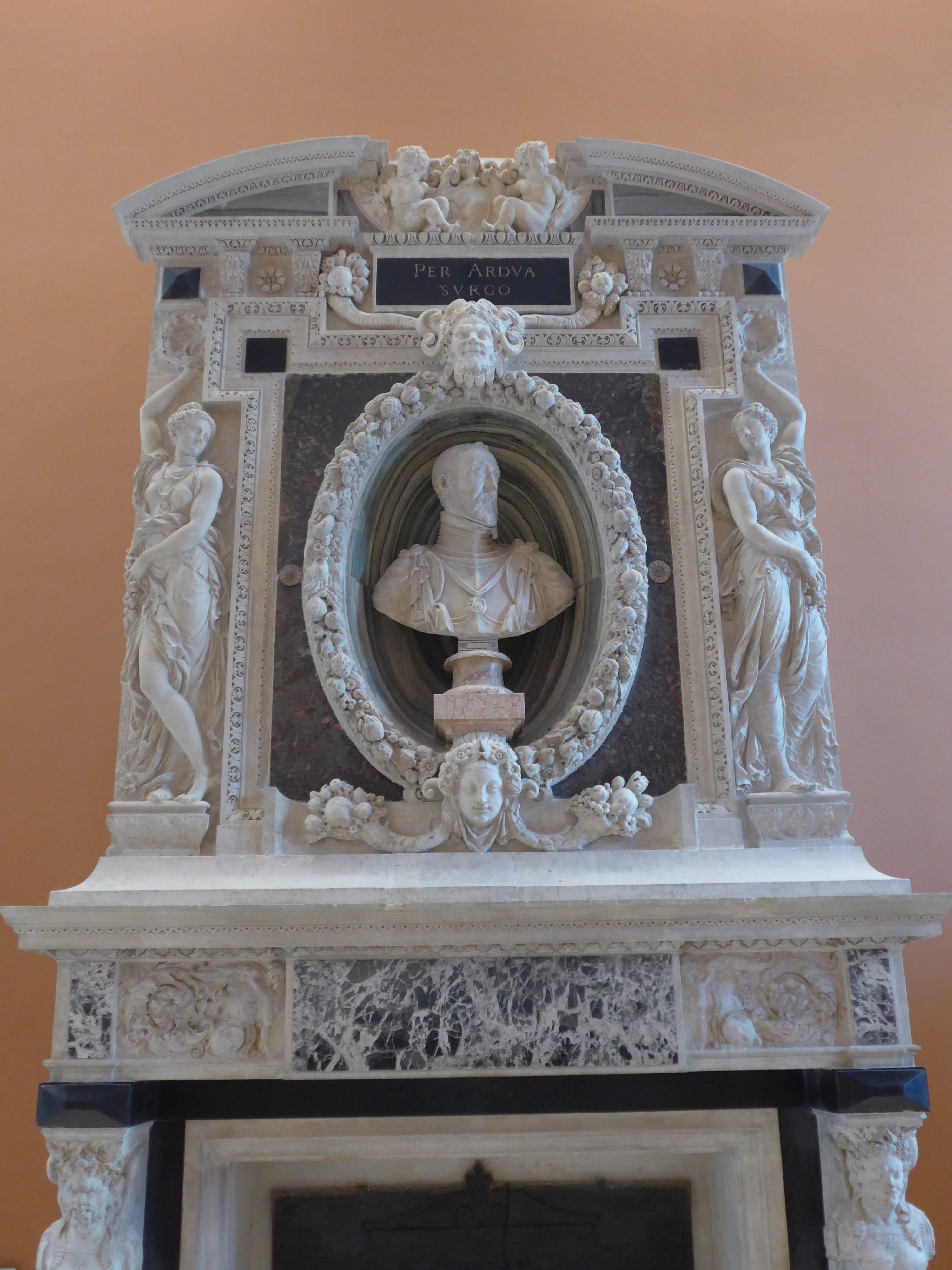
Kamin aus dem Schloss Villeroy, heute im Louvre (die Büste des Königs Heinrich II. ist nicht original)

Das abgegangene Schloss Villeroy in der Gemeinde Mennecy war das Zentrum des Herzogtums Villeroy und damit der Sitz der Herzöge von Villeroy aus der Familie Neufville de Villeroy. Es wurde im 16. Jahrhundert von Nicolas III. de Neufville im Renaissancestil als Lustschloss erbaut und zwischen 1796 und 1819 zerstört. Von dem verschwundenen Schloss sind noch die Keller und der Bodenplan erhalten. Der Garten des Schlosses ist heute als Parc de Villeroy bekannt.
Von seiner ursprünglichen Anlage hat der Parc wahrscheinlich noch das System von vier Terrassen, die das Gefälle des Geländes ausgleichen, und den großen Kanal, der die Entwässerung des Geländes ermöglichte und gleichzeitig ein Element der Zierde und der Komposition schuf. Er wurde in der zweiten Hälfte des 17. und der ersten Hälfte des 18. Jahrhunderts in einen regelmäßigen französischen Garten umgewandelt, der um zwei senkrechte Achsen herum strukturiert ist, wie man auf dem um 1751 erstellten Plan sehen kann: Eine Hauptachse in Ost-West-Richtung, die von der Ankunftsallee, der Allée des Sycomores, den Vorhöfen, dem Ehrenhof und, jenseits des Schlosses, dem westlichen Parterre und einem großen, in einen Halbmond eingelassenen Becken begleitet wird; eine Süd-Nord-Achse, die durch die südlichen Parterres – die von einem Halbmond abgeschlossen werden – und im Norden durch die Parterres de la Diane und ihr Becken verläuft und schließlich am großen Kanal und seinem Wasserspiegel endet. 
In der zweiten Hälfte des 18. Jahrhunderts betonte der letzte Herzog von Villeroy, Gabriel de Neufville, die zweite Achse, indem er sie durch eine Allee bis zur Südgrenze des Parks verlängerte, die Alleen im bewaldeten Teil verdichtete und um 1775 neue Gemeinschaftsräume mit geordneten Fassaden errichten ließ. Aus dem 18. Jahrhundert stammen auch der Eiskeller, der wie eine Fabrik behandelt wurde und dessen Fassade die Codes der klassischen Architektur aufgreift, sowie das halb unterirdische Wasserreservoir, dessen quadratisches Becken mit einer Seitenlänge von 17 m von Kreuzgewölben bedeckt ist, die auf quadratischen Pfeilern ruhen. Der Wasserbehälter war das Herzstück eines Wassernetzes, das das Schloss und die Becken und Brunnen im Garten versorgte und von dem mehrere hundert Meter gewölbter Aquädukte und mehrere Schächte erhalten sind.
1735 wurde unter Protektion des Herzogs Louis François Anne von François Barbin eine Porzellanmanufaktur gegründet, die erst auf dem Gelände des Schlosses produzierte, in den 1750er Jahren dann in den Ort selbst verlegt wurde; nach dem Tod Barbins 1765 wurde im Namen seiner Witwe noch einige Jahre weiter produziert, 1773 wurde das Unternehmen verkauft und die Produktion an einen anderen Ort verlagert.
Das Gelände des Schlosses ist heute ein Park, das Ensemble wurde per Erlass vom 1. März 2022 in die Liste der historischen Denkmäler aufgenommen.
Koordinaten: 48° 33′ 49,4″ N, 2° 25′ 6,9″ O